# 李虎 (三國)
李虎（?—?），曹魏时略阳郡巴氐人。《晋书》为唐太祖李虎避讳，改称李武。
曹操定漢中张鲁，李虎與杜濩、朴胡、袁約、楊車、李黑等移居於略陽北土，李虎归附曹操，曹操拜为将军，其子李慕为东羌猎将。曾孙李雄建立成汉后，追尊曾祖父为巴郡桓公。